# Szachownica (Karkonosze)
Szachownica (510 m n.p.m.) – skały w Sudetach Zachodnich, w paśmie Karkonoszy.
Granitowe skały położone na prawym brzegu potoku Kacza. Do 1945 były pomnikiem przyrody.